# Renato Brighenti
Renato Brighenti (Modena, 24 dicembre 1922 – Modena, 17 febbraio 1982) è stato un calciatore italiano, di ruolo attaccante.
È il miglior marcatore del Modena nei campionati a girone unico con le sue 81 reti, mentre è il secondo miglior marcatore complessivo nella storia della società gialloblù avendo segnato in totale 90 gol.
È il fratello maggiore di Sergio Brighenti.

## Carriera
Giocò in Serie A tra le file di Modena e Genoa oltre che nella Divisione Nazionale 1943-1944 con il Carpi.
Il Genoa lo ha inserito nella sua Hall of Fame.